# Pero Neto
Pero Neto (Itápolis, 21 de agosto de 1916 - São Paulo, 23 de dezembro de 1937) foi um poeta e advogado brasileiro.
Filho de Nicolau Pero e Olímpia Ferreira Pero, diplomou-se aos 15 anos de idade e aos 16 anos foi aceito no vestibular para o curso de Direito na Faculdade de Direito de São Paulo. Em seu sepultamento, um dos oradores, em um gesto de reconhecimento pelas suas contribuições como presidente da Associação Acadêmica Álvares de Azevedo e como orador da caravana artística do centro acadêmico XI de Agosto, foi Ulysses Guimarães. Às vésperas de sua morte, deixou um romance incompleto, o qual seria batizado de "Os Boiadeiros", vários discursos, diversos contos e inúmeras poesias. Devido a sua brilhante atuação junto a Faculdade de Direito de São Paulo, o Centro Acadêmico XI de Agosto publicou "Xangô e Outros Poemas", coletânea de poesias deixadas por Pero Neto.